# Pedro García Barros
Pedro García Barros (3 aprile 1946) è un allenatore di calcio ed ex calciatore cileno, di ruolo attaccante o centrocampista.
Durante la sua carriera ha giocato per sei squadre di calcio e ne ha allenate quattordici.

## Carriera

### Giocatore
Dopo aver iniziato la carriera professionistica nella metà degli anni sessanta ha giocato, tra le altre, per Unión Española e Colo-Colo. Appese le scarpette al chiodo nella metà degli anni settanta.

#### Club
Nel 1965 Pedro García Barros comincia la sua carriera da calciatore professionista nel Green Cross Temuco. Per la stagione successiva viene acquistato dall'Unión Española. Con i giallo-rossi militò dal 1966 al 1970, dopo aver ottenuto risultati altalenanti sfiora il titolo cileno nel 1970, quando l'Unión Española concluse il torneo al secondo posto dietro al Colo-Colo. Nel 1971 García Barros si trasferisce al Colo-Colo squadra neo-campione: con i bianco-neri gioca le stagioni 1971 e 1972, vincendo nell'ultima stagione il campionato cileno.
Nel 1973 avviene il passaggio al Club Deportivo O'Higgins dove rimane per mezza stagione: infatti nello stesso anno è prelevato dal UNAM Pumas, società calcistica messicana con sede nella capitale. Dopo aver raccolto esperienza nella Primera División messicana torna in patria giocando le sue ultime stagioni nel CD La Serena, sempre in prima divisione, prima di concludere la sua carriera.

#### Nazionale
Nel 1967, periodo in cui giocava nell'Unión Española, vestì la maglia della Nazionale cilena in due occasioni senza realizzare alcuna marcatura.

### Allenatore
Sul finire degli anni settanta García Barros intraprende la sua carriera da allenatore. Dopo aver allenato una dozzina di società calcistiche per 15 anni, raggiungerà l'apice venendo chiamato alla guida della Nazionale cilena.

#### 1978-1985: Gli esordi e il successo nel Colo-Colo
Tre anni dopo il ritiro al calcio giocato, García decide di iniziare una nuova carriera, da allenatore. La sua prima squadra è proprio l'Unión Española, che ha vinto il titolo cileno nella passata stagione. García non riesce a replicare il successo dell'anno precedente, raggiungendo il terzo posto in campionato, e dopo un solo anno viene sostituito. Il Deportes de Arica è la seconda società di García: con il club di seconda divisione cilena raggiunge il terzo posto nella graduatoria del campionato, sfiorando la promozione. Nel 1980 è chiamato ad allenare il Deportes Concepción, che porta al quarto posto in campionato riuscendo a giocare i play-off, dove il Deportes Concepción arriva all'ultimo posto.
Nel 1981 il Colo-Colo presenta García Barros come nuovo allenatore della società bianconera. Nello stesso anno la squadra realizza la doppietta campionato-coppa (vincendo la finale 5-1 contro l'Audax). Nella stagione successiva il Colo-Colo giunge al secondo posto nel torneo cileno, vincendo i play-off. In Copa Chile la squadra trionfa, vincendo la competizione per la seconda volta consecutiva. Nel 1983 i bianconeri vincono nuovamente il titolo e nell'anno seguente concludono la stagione al terzo posto. Nel 1985 García non riesce a vincere il campionato, concludendolo al terzo posto, ma in compenso vince la coppa nazionale battendo il Palestino per 1-0.

#### 1985-1994: Filanbanco, León e le esperienze in Messico
In seguito allena il Filanbanco (1986) prima di tornare in Messico: viene chiamato dal León (1987-1988) ed in seguito allena anche il Puebla (1988-1989), detentore della Copa México e, in seguito allena il Monterrey (1989-1991) senza conquistare trofei. Tra il 1992 e il 1994 viene chiamato ad allenare Unión Española, Atlas, La Serena e Santos Laguna.

#### 1998-2009: Le ultime esperienze e la guida della Nazionale cilena
Nel 1998 i cileni del Santiago Wanderers decidono di avere García Barros come nuovo allenatore. L'esperienze è caratterizzata dalla retrocessione della squadra in seconda divisione.
Il 7 marzo del 2001, all'età di 54 anni, viene nominato CT della Nazionale cilena. Conduce il Cile alla Copa América 2001 svoltasi, non senza difficoltà, in Colombia. Il Cile piazzato nel girone con Colombia, Venezuela ed Ecuador esordì battendo questi ultimi per 4-1. Dopo aver vinto contro il Venezuela (1-0) García si assicurò il passaggio del turno, pur perdendo l'ultimo incontro per 2-0 contro i colombiani. Ai quarti di finale il Cile incontro e perse contro la Nazionale messicana, che in seguito arriverà fino alla finale.
Dopo l'esperienza con la Nazionale cilena, nel 2009 Pedro García venne chiamato alla guida del Huachipato.

## Palmarès

### Calciatore

#### Club

##### Competizioni nazionali
- Campionato cileno: 1

Colo-Colo: 1972

### Allenatore

#### Club

##### Competizioni nazionali
- Campionato cileno: 2

Colo-Colo: 1981, 1983
- Copa Chile: 3

Colo-Colo: 1981, 1982, 1985